# Рак (зодия)
Вижте пояснителната страница за други значения на Рак.
Рак (на латински: Cancer) е четвъртата поред зодия от зодиака. „Раците“ са родени в периода от около 22 юни до около 22 юли, в зависимост от датата на лятното слънцестоене в северното полукълбо през конкретната година.
Ракът е воден знак. Съответства на диапазона от 90° – 120° върху небесната координатна система.